# Vườn quốc gia Nuristan
Vườn quốc gia Nuristan là một vườn quốc gia nằm tại tỉnh Nuristan, Afghanistan. Được thành lập vào ngày 5 tháng 6 năm 2020, trùng với ngày Môi trường Thế giới, đây là vườn quốc gia thứ ba tại Afghanistan sau Band-e Amir và Wakhan.

## Lịch sử
Một đề xuất ban đầu đã được soạn thảo vào năm 1981 với việc vườn quốc gia Nuristan sẽ được thành lập bao gồm tỉnh Kunar và Laghman. Ranh giới không bao gồm phần của tỉnh Nuristan mãi cho đến tháng 7 năm 1988 khi khu rừng chắn gió mùa tại đây được nhấn mạnh trong một báo cáo là không bị xáo trộn cũng như một tập hợp nhiều loài động vật hoang dã, kết hợp với lối sống truyền thống của người dân địa phương.
Mặc dù báo cáo của Chương trình Môi trường Liên Hợp Quốc năm 2003 cho rằng 52% diện tích rừng bao phủ Nuristan, Laghman và Nangahar đã biến mất từ năm 1977 đến 2002 và cơ quan này cũng đã đưa ra những cảnh báo về tình trạng khai thác gỗ bất hợp pháp tại đây. Năm 2008, Hiệp hội bảo tồn Động vật hoang dã đã có một báo cáo về sự hiện diện của nhiều loài động vật hoang dã tại khu vực này.

## Địa lý
Vườn quốc gia bao gồm toàn bộ vùng núi phía đông của tỉnh Nuristan, giáp biên giới Pakistan. Nó cũng bao gồm một phần của sông Pech và thung lũng Waygal.

## Động thực vật
Vườn quốc gia là nơi có một khu rừng gió mùa không bị xáo trộn. Đây là nơi trú ẩn quan trọng của báo tuyết, gấu đen Himalaya, sơn dương núi Pakistan, mèo báo, sói xám, chó rừng lông vàng, chồn họng vàng, nhím mào Ấn Độ cùng một số loài họ Mèo khác.
Khu vực thung lũng Waygal được chỉ định là một vùng chim quan trọng, nơi sinh sống và sinh sản của ít nhất 53 loài.